# Elemér Szathmáry
Elemér Szathmáry (n. 16 februarie 1926, Budapesta, Regatul Ungariei – d. 17 decembrie 1971, Sydney, Noul Wales de Sud, Australia) a fost un înotător ce a reprezentat Ungaria, medaliat olimpic. A participat la o ediție a Jocurilor Olimpice (1948) în care a câștigat o medalie de argint.

## Participări
Lista de mai jos prezintă principalele competiții la care a participat Elemér Szathmáry de-a lungul carierei.
- swimming at the 1948 Summer Olympics – men's 4 × 200 metre freestyle relay[*]